# ルイスの戦い
ルイスの戦い（ルイスのたたかい、英語: Battle of Lewes、1264年5月14日）は、第二次バロン戦争における2つの主要な戦闘のうちの1つで、サセックス地方のルイスで行われた。
シモン・ド・モンフォール率いる改革派諸侯が勝利し、敗れた王党派の国王ヘンリー3世とその弟コーンウォール伯リチャードは捕虜となった。

## 背景

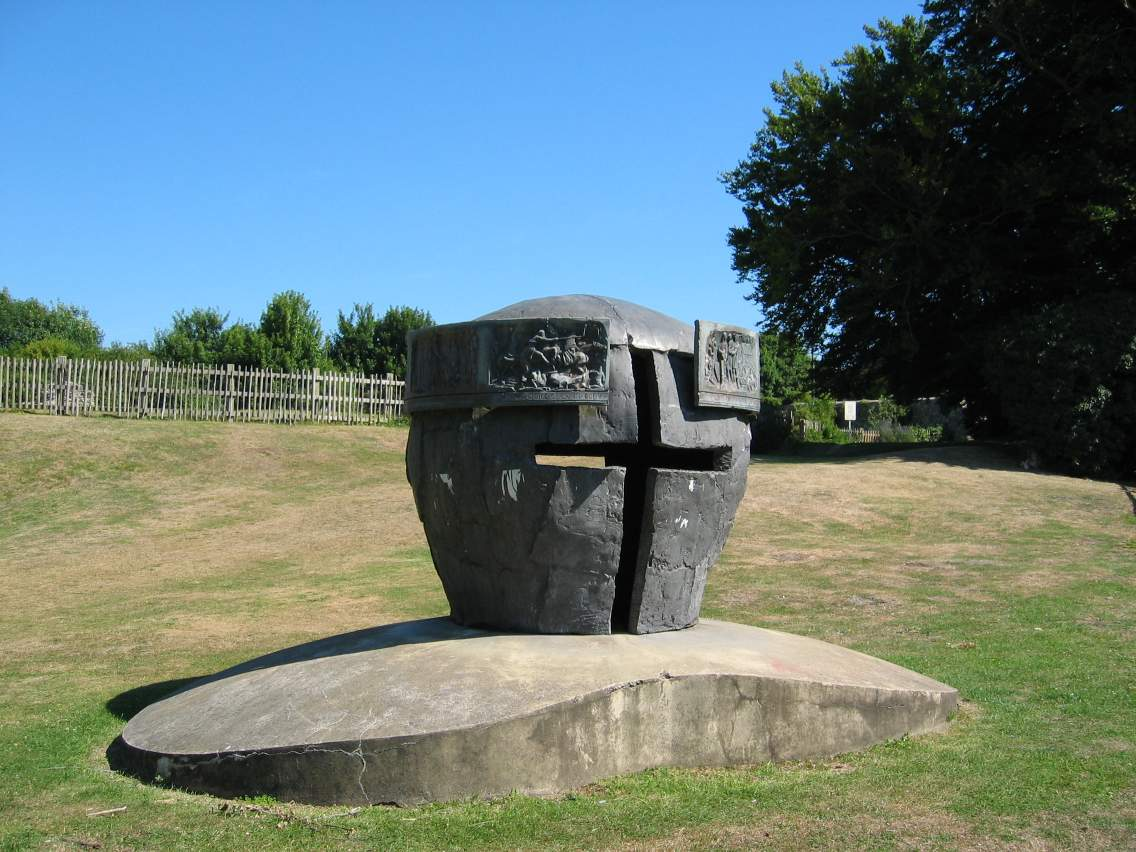
ルイスの戦いの記念碑

ヘンリー3世は、その独裁的なスタイル、贔屓の姿勢、諸侯たちとの交渉拒否などから不人気な君主であった。諸侯たちは最終的にオックスフォード条項をヘンリーに課し、年3回シモン・ド・モンフォールを中心とした議会で政府の問題を話し合うことにした。国王はこの条項から逃れるため、フランス国王ルイ9世に仲裁を求めた。ルイ9世はオックスフォード条項の廃止を認め、反発したモンフォールは他の貴族たちと共に出兵し、第二次バロン戦争を引き起こした。
戦争は当初公然とは行われず、各陣営は自国の軍隊への支援を募るために全国を巡った。またウスター、ロンドン、カンタベリーなどでは、モンフォール派によるユダヤ人虐殺が相次いだ。
5月になると、国王の部隊はルイスに到着し、しばらく停戦して援軍が到着するのを待つことになった。国王は歩兵部隊とともにセント・パンクラス修道院で野営していたが、息子のエドワード王子（後のエドワード1世）は北に500ヤード（460メートル）離れたルイス城で騎兵を指揮していた。シモン・ド・モンフォールは停戦交渉のために国王に近づいたが、王はこの交渉を拒否した。そのためモンフォールは夜通しの行軍でフレッチングからルイスの北西1マイルにあるオファム・ヒルに兵を移動させ、王党軍を驚かせた。

## 配置
王党軍はモンフォール軍の2倍の規模を誇っていた。国王ヘンリー3世は中央を指揮し、右にエドワード王子、ペンブルック伯ウィリアム・ド・ヴァレンス、サリー伯ジョン・ド・ワーレン、左にコーンウォール伯リチャードとその息子ヘンリー・オブ・アルメインがいた。
一方シモン・ド・モンフォール軍はルイスを見下ろす高台に陣取り、部下に白い十字架をつけて区別するように命じていた。モンフォールは軍を4部隊分け、息子のヘンリー・ド・モンフォールに1部隊、ギルバート・ド・クレア、ジョン・フィッツジョン、ウィリアム・オブ・モンチェンシーの3名に1部隊、ロンドン市民から構成された1部隊をニコラス・ド・スグレーブに任せ、もう1部隊はシモン・ド・モンフォール自らが率いた。

## 経過
シモン・ド・モンフォール軍は、王党軍から派遣された先遣隊に夜明けの奇襲をかけて戦闘を開始した。その後、国王が動き出した。エドワードは騎馬隊を率いてシモン・ド・モンフォール軍の左翼にいたセグレイブ隊に突撃し、彼らをオファム村まで敗走させた。エドワードは敵を4マイルほど追撃したが、その結果国王軍は支援を受けられない状態になった。ヘンリーはやむを得ず、中央隊と右翼隊でオファム・ヒルを上り、待ち構えていたシモン・ド・モンフォール軍部隊に攻撃を仕掛けた。コーンウォール伯隊はすぐに弱体化したが、ヘンリー隊は後方に待機していたシモン・ド・モンフォール隊が到着するまで善戦した。
その後王党派は丘を降りてルイスに押しやられ、城と司祭館に向かって退却した。エドワードは騎兵隊を連れ戻して反撃しようとしたが、既に町が炎上し支持者たちも逃げてしまっていたためシモン・ド・モンフォールと停戦協定を結ぶべきと説得された。逃げ遅れたコーンウォール伯は風車の中に隠れていたところを敵軍に見つけられ、「降りてこい、降りてこい、邪悪な粉挽きめ」と嘲笑された。

## その後
国王は、ルイス条項に署名させられた。この文書は現存していないが、ヘンリーがエドワード王子を取り返せないままオックスフォード条項を認めざるを得なかったのは明らかだ。これにより、後にエドワード王子が逃亡して1265年8月のイーブシャムの戦いでシモン・ド・モンフォールが敗北するまでの間、彼がイングランドを支配することとなった。また戦後ユダヤ人への借金は帳消しにされ、記録も破棄された。この借金帳消しはシモン・ド・モンフォール軍の戦争目的の1つでもあった。
1994年、ルイスにあるセント・ニコラス病院の墓地を考古学的に調査したところ、ルイスの戦いで戦死した兵士のものと思われる遺骨が発見された。しかし2014年になって、一部の遺骨はもっと古いものである可能性があることが明らかになり、「スケルトン180」と呼ばれる遺骨はノルマン人の侵攻と同時代のものであることが判明した。

## 古戦場
オファム・ヒルの東側と下側斜面が住宅に覆われているため、正確な古戦場の位置についてはまだ不明な点が残されている。一方、頂上と南側斜面は農地を通る歩道でアクセスでき、修道院と城の跡は観光客にも公開されている。